# Acıpayam, Elâzığ
Acıpayam là một xã thuộc thành phố Elazığ, tỉnh Elazığ, Thổ Nhĩ Kỳ. Dân số thời điểm năm 2011 là 284 người.